# Vincent Sherman
Vincent Sherman (Vienna, Georgia, 16 juli 1906 – Los Angeles, 18 juni 2006) was een Amerikaans filmregisseur. Hij regisseerde onder andere Mr. Skeffington (1944), Nora Prentiss (1947) en The Young Philadelphians (1959).

## Levensloop
Sherman begon zijn carrière als acteur op Broadway en later in films. Hij regisseerde B-films voor Warner Bros., voor hij A-films ging regisseren. Hij was een goede vriend van acteur Errol Flynn door Adventures of Don Juan (1949), die Sherman regisseerde. Hij regisseerde drie films waarin Joan Crawford speelde, The Damned Don't Cry (1950), Harriet Craig (1950) en Goodbye, My Fancy (1951).
Sherman overleed minder dan een maand voor zijn honderdste verjaardag in het Motion Picture & Television Country House and Hospital.

## Filmografie
- 1939: The Return of Doctor X
- 1940: Saturday's Children
- 1940: The Man Who Talked Too Much
- 1941: Flight from Destiny
- 1941: Underground
- 1942: All Through the Night
- 1943: The Hard Way
- 1943: Old Acquaintance
- 1944: In Our Time
- 1944: Mr. Skeffington
- 1946: Janie Gets Married
- 1947: Nora Prentiss
- 1947: The Unfaithful
- 1948: Adventures of Don Juan
- 1949: The Hasty Heart
- 1950: Backfire
- 1950: The Damned Don't Cry
- 1950: Harriet Craig
- 1951: Goodbye, My Fancy
- 1952: Lone Star
- 1952: Affair in Trinidad
- 1957: The Garment Jungle
- 1958: The Naked Earth
- 1959: The Young Philadelphians
- 1960: Ice Palace
- 1961: A Fever in the Blood
- 1961: The Second Time Around
- 1967: Cervantes
- 1977: The Last Hurrah
- 1980: Bogie